# ینقاق
ینقاق، شهری در بخش مرکزی شهرستان گالیکش در استان گلستان ایران است.

## جمعیت
بر پایه سرشماری عمومی نفوس و مسکن در سال ۱۳۹۵، جمعیت شهر ینقاق برابر با ۳٬۹۱۳ نفر (۱٬۱۴۳ خانوار) بوده‌است.